# Пек (Франция)
Пек (на френски: Le Pecq, произношение) е град в северна Франция, част от департамента Ивлин в регион Ил дьо Франс. Населението му е около 16 000 души (2021).
Разположен е на 23 метра надморска височина в Парижкия басейн, на двата бряга на река Сена и на 18 километра западно от центъра на Париж. Селището е известно от епохата на Меровингите, а по-късно процъфтява заради непосредственото си съседство с важната кралска резиденция в Сен Жермен. Днес то е предимно жилищно предградие на Париж.

## Известни личности
Родени в Пек
- Жак Тати (1907 – 1982), режисьор

Починали в Пек
- Мари-Клер Ален (1926 – 2013), органистка